# Duško Valentić
Duško Valentić (Pančevo, 31. siječnja 1950. – 9. lipnja 2024.) bio je hrvatski kazališni, televizijski i filmski glumac.

## Životopis
Školovao se u Zagrebu. Najpoznatiji po ulozi Papundeka u Velom Mistu, te drugim ulogama u Gavelli i Teatru ITD, među kojima je: Erich u "Bečkim šumama"; Sebastian "Na tri kralja";  Robespierre u "Dantonovoj smrti", Knez Miškin u "Idiotu", Grga Čokolin u "Zlatarevom zlatu", Grošičar u "Careva Kraljevna", i desetine drugih. Preminuo je 9. lipnja 2024. godine. 
Svoju filmsku karijeru počinje ulogom u seriji "Kuda idu divlje svinje" (1971.), a zatim slijedi Galićev film "Tomo Bakran" (1978.), i nakon toga "Novinar" (1979.), uloga Lojzeka u "Horvatovom izboru" i, posljednja uloga Žgolje u filmu "Vrijeme za..." (1993.). U novije vrijeme (2007.) pojavljivao se u gostujućim ulogama u serijama "Bibin svijet" i "Naša mala klinika". Iste godine dobiva prvu ulogu u jednoj telenoveli – tumači oca Vilka Oreškovića (Amar Bukvić) u "Ponos Ratkajevih".

## Filmografija

### Televizijske uloge
- "Kumovi" kao Vjekoslav Cukela (2024.)
- "Blago nama" kao premijer (glas) (2019.)
- "Pogrešan čovjek" kao Božo (2018.)
- "Der Kroatien Krimi" kao Adrian Bajto (2017.)
- "Zlatni dvori" kao Joza Galović (2016. – 2017.)
- "Horvatovi" kao Šuki (2015.)
- "Kud puklo da puklo" kao Nadan Brkić (2015.)
- "Zora dubrovačka" kao Luksin djed (2013.)
- "Ruža vjetrova" kao Don Vinko (2012. – 2013.)
- "Najbolje godine" kao Andrija Perkić (2009. – 2011.)
- "Sve će biti dobro" kao Josip Augustinčić (2008. – 2009.)
- "Ponos Ratkajevih" kao Mijo Orešković (2007. – 2008.)
- "Urota" kao predsjednik RH (2007.)
- "Cimmer fraj" kao doktor (2007.)
- "Bibin svijet" kao Ladislav "Laci" Svedružić (2007.)
- "Naša mala klinika" kao sudski izvršitelj (2007.)
- "Dirty Dozen: The Series" kao Paul (1988.)
- "Putovanje u Vučjak" kao Lojzek (1986.)
- "Velo misto" kao Papundek (1981.)
- "Kuda idu divlje svinje" kao Tomahavka (1971.)
- "Nepokoreni grad" (1981.)
- "Putovanje u Vučjak" (1986. – 1987.)
- "Dosije" (1986.)
- "Vrijeme za bajku" (1974.)

### Filmske uloge
- "Diana" kao slijepac (2013.)
- "Lea i Darija" kao intendant (2011.)
- "Neka ostane među nama" kao Zlatar (2009.)
- "Vrijeme za..." kao Žgoljo (1993.)
- "The Sands of Time" kao bankar (1992.)
- "Fatal Sky" kao kontrolor leta (1990.)
- "Just Another Secret" (1989.)
- "The Great Escape II: The Untold Story" kao Breslau (1988.)
- "Intrigue" kao policijski časnik (1988.)
- "Honor Bound" kao vozač (1988.)
- "Obećana zemlja" (1986.)
- "Transilvanija 6-5000" (1985.)
- "Horvatov izbor" kao Lojzek (1985.)
- "Zadarski memento" kao Mario (1984.)
- "Medeni mjesec" (1983.)
- "U logoru" (1983.)
- "Novinar" (1979.)
- "Tomo Bakran" (1978.)
- "Ispit zrelosti" kao Grab (1978.)
- "Slučaj maturanta Wagnera" (1976.)
- "Klara Dombrovska" (1976.)
- "Zec" kao Vranka (1975.)
- "Put u raj" kaobivši ministar (1970.)
- "Imam dvije mame i dva tate" (1968.)

### Sinkronizacija
- "Malci 2: Kako je Gru postao Gru" kao Jean Klještac (2022.)
- "Monstermania" kao gradonačelnik (2021.)
- "Coco i velika tajna" kao Papa Julio (2017.)
- "Kung Fu Panda 3" kao Majstor Ougvai (2016.)
- "BFG: Blagi Fantastični Gorostas" kao BFG (2016.)
- "Asterix: Grad Bogova" kao Julije Cezar (2014.)
- "Obitelj Robinson" kao Djed / Bud (2007.)
- "Aladin" kao Gazim (2004.)
- He-Man u He-Manu i Gospodarima svemira[1]

## Vanjske poveznice
- Stranica na Gavella.hr  Arhivirana inačica izvorne stranice od 5. kolovoza 2009. (Wayback Machine)
- Duško Valentić u internetskoj bazi filmova IMDb-u (engl.)